# Helia calligramma
Helia calligramma là một loài bướm đêm trong họ Erebidae.